# Центральний парк (Кам'янське)
Центральний — парк-пам'ятка садово-паркового мистецтва місцевого значення. Парк розташований по вул. Шевченківська м. Кам'янське Дніпропетровської області.
Площа — 8,0 га, створено у 1974 році.